# Rena Hryniewicz
Regina (Rena) Hryniewicz (Hryniewiczówna) (ur. ok. 1905 lub 1 lutego 1911, zm. 24 października 1965 w Krakowie) – polska tancerka, aktorka filmowa, wokalistka oraz choreograf.

## Życiorys
Uczęszczała do warszawskiej szkoły baletowej, gdzie w 1917 roku została wyróżniona podczas popisu szkolnego. W tym samym roku zadebiutowała na scenie Teatru Wielkiego w Warszawie, z którą związana była do 1926 roku (od 1924 roku jako solistka). W międzyczasie zaczęła występować na scenach rewiowych i kabaretowych: w sezonie 1921/1922 w teatrzyku Qui Pro Quo, a po 1926 roku jako tancerka i piosenkarka w teatrzykach Karuzela (1927), Czerwony As (1928) oraz Hel (1929). Potem najprawdopodobniej zaprzestała kariery scenicznej.
W 1929 roku była finalistką konkursu Miss Polonia.
Po II wojnie światowej, do lat 60. XX wieku pracowała jako choreograf w Teatrze im. Stefana Żeromskiego w Kielcach.

### Rodzina
Była córką aktora Piotra Hryniewicza (1874–1932) i Heleny z Krogulskich, siostrą aktorki Marii Hryniewicz-Winkler (1904–1970).

## Filmografia
- Trucizna bolszewizmu (1924)
- Pan Tadeusz (1928) – Podkomorzanka
- Dwie Joasie (1935)

Źródło:.